# USS North Dakota (BB-29)
Pour les autres navires du même nom, voir USS North Dakota.
L'USS North Dakota (BB-29) est le second navire de la classe de cuirassé dreadnought classe Delaware de la Marine des États-Unis. Sa quille est posée au chantier naval Fore River de Quincy en décembre 1907. Le navire est lancé en novembre 1908, et mis en service dans l'US Navy en avril 1910. Il est armé par des batteries principales de 12 pouces (305 mm) et il est capable d'atteindre une vitesse de pointe de 21 nœuds (39 km/h). Le North Dakota est le premier navire de la marine américaine à être nommé d'après le 39e État américain.
Le North Dakota a une carrière relativement paisible ; il est présent pendant l'occupation américaine de Veracruz en 1914, mais ne voit pas l'action. Après l'entrée en guerre des États-Unis dans la Première Guerre mondiale en avril 1917, le North Dakota demeure aux États-Unis pour participer à la formation des membres d'équipage de la marine de guerre, alors en pleine expansion, et ne participe pas aux combats. Il reste en service actif jusqu’au début des années 1920 lorsqu’il est mis hors service selon les termes du traité naval de Washington en novembre 1923, et il est par la suite converti en navire cible radiocommandé. Il occupe cette fonction jusqu'en 1930, quand il est remplacé dans ce rôle par l’USS Utah. En 1931, il est vendu pour la démolition et démantelé.

## Conception et construction

Schéma du North Dakota.

Le North Dakota mesure 158 m de long hors-tout ; le maître-bau est de 26 m et le tirant d'eau de 8 m. Il déplace 20 707 tonnes et 22 759 tonnes à pleine charge avec l’armement au complet. Le navire est propulsé par deux turbines à vapeur Curtiss, deux arbres d'hélice et quatorze chaudières à tubes d'eau Babcock & Wilcox, générant une vitesse de pointe de 21 nœuds. Le navire dispose d’une autonomie de 6 500 milles marins (12 000 km) à une vitesse de 12 nœuds (22 km/h). Il armé par un équipage de 933 officiers et hommes,. Sa proue est un exemple précoce de bulbe d'étrave.
Le navire est armé par des batteries principales de 10 canons de 12 pouces/45 calibres Mark 5 (305 mm) disposées sur cinq tourelles de deux canons sur la ligne médiane du navire, dont deux à l’avant dans un format en tourelles superposées. Les trois autres tourelles sont placées à l'arrière de la superstructure. Les batteries secondaires sont composées de quatorze canons de 5 pouces/50 calibres (en) Mark 6 (127 mm) montés sur des supports en casemate le long de la coque du navire. Comme la norme pour les navires de capital de la période, il est également armé par une paire de tubes lance-torpilles de 21 pouces (533 mm), en position immergé sur les flancs de la coque. La ceinture blindée principale mesure 279 mm d'épaisseur et le pont blindé 51 mm d'épaisseur. Les tourelles disposent d'un blindage de face de 305 mm d'épaisseur et le château de 292 mm.

## Carrière militaire

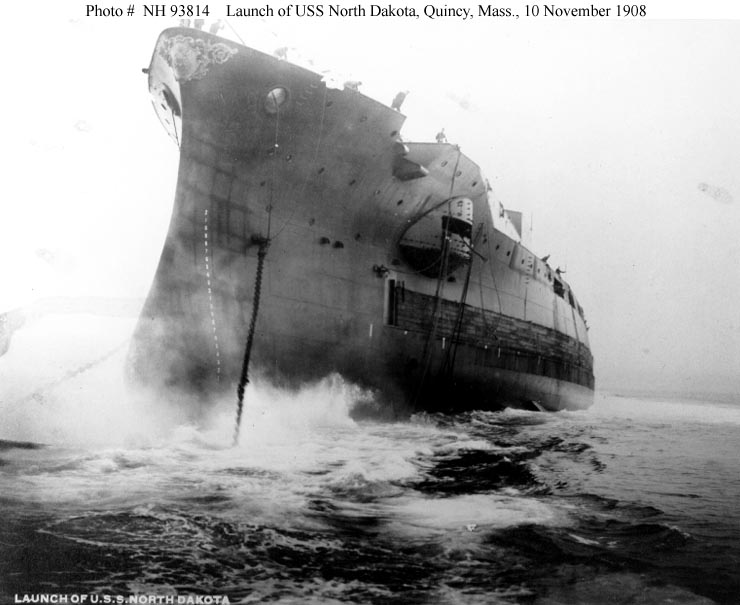
Le lancement du North Dakota, le 10 novembre 1908.

La quille du North Dakota est posée le 16 décembre 1907 au chantier naval Fore River de Quincy dans le Massachusetts. Le navire est lancé le 10 novembre 1908, et mis en service dans l'US Navy le 11 avril 1910. Le 8 septembre 1910, le navire doit faire face à l'explosion d'un réservoir d'huile et à un feu en mer. Six hommes - les Chief Petty Officer watertender August Holtz (en) et Patrick Reid (en), les chefs machinist's Mate (en) Thomas Stanton (en) et Karl Westa (en), le machinist's Mate Charles Church Roberts (en), et le watertender Harry Lipscomb (en) - reçoivent chacun la Médaille d'honneur pour leur héroïsme extraordinaire lors de l'incendie.
Après sa mise en service, le North Dakota est affecté à la Flotte de l'Atlantique où il participe à la routine en temps de paix des croisières de formation, des manœuvres de la flotte, et des exercices d'artillerie dans l'Atlantique et dans la mer des Caraïbes. Le 2 novembre 1910, il traverse l'Atlantique pour la première fois, et rend visite à la Grande-Bretagne et la France. Au printemps suivant, il participe à des manœuvres dans les Caraïbes. Il contribue à la formation des midshipmen et des cadets de l'Académie navale au cours des étés 1912 et 1913. Le 1er janvier 1913, il rejoint l'escorte d'honneur du croiseur cuirassé britannique HMS Natal (en), qui transporte la dépouille de Whitelaw Reid, l'ambassadeur des États-Unis au Royaume-Uni, mort à Londres en décembre 1912.
Les États-Unis sont restés neutres lorsque la guerre a éclaté en Europe en août 1914, mais en Amériques, les troubles politiques au Mexique liés à la révolution, occupent la Marine américaine cette année-là. Le North Dakota prend la route de Veracruz, où il arrive le 26 avril 1914, cinq jours après que les marins américains ont pris la ville. Il croise alors le long de la côte mexicaine pour protéger les Américains et leurs intérêts dans le pays jusqu'en octobre, avant de retourner à Norfolk, en Virginie, où il arrive le 16 octobre. Alors que la guerre fait rage en Europe, la Flotte de l'Atlantique commence à se préparer de manière intensive à une entrée possible dans le conflit. Le North Dakota conduit des entrainements d’artillerie dans la baie de Chesapeake lorsque les États-Unis déclarent la guerre à l'Allemagne le 6 avril 1917. Contrairement à son sistership, l'USS Delaware, le North Dakota est resté dans les eaux américaines pour la durée de la guerre, et ne voit pas l'action. Il est basé sur la rivière York, entre la Virginie et New York, et il est chargé de la formation des canonniers et du personnel de la salle des machines pour la flotte de guerre alors en pleine expansion,,. L'amiral Hugh Rodman demande en effet que le North Dakota demeure en retrait des zones de combat, car il ne fait pas confiance à la fiabilité de ses moteurs. En 1917, ses moteurs sont finalement remplacés par de nouvelles turbines à engrenages et de nouveaux équipements de lutte anti-incendie sont également installés.

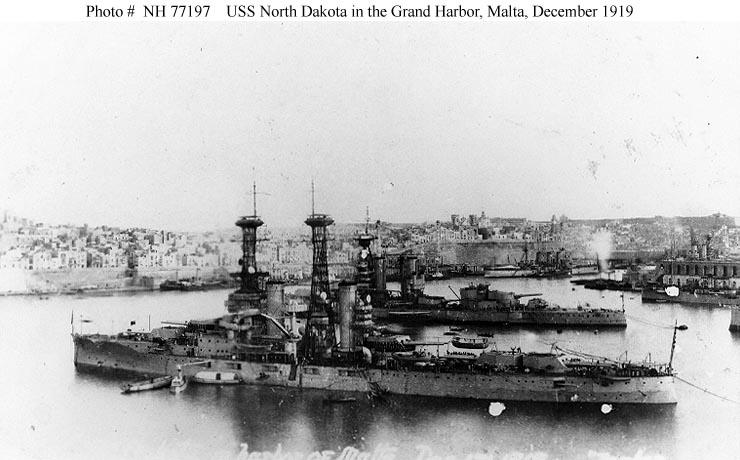
Le North Dakota à Grand Harbour, Malte, le 17 décembre 1919.

Le 13 novembre 1919, le North Dakota quitte Norfolk en transportant la dépouille de l'ambassadeur d'Italie aux États-Unis, Vincenzo Macchi di Cellere (en), qui est décédé le 20 octobre à Washington, DC. Le navire fait halte à Athènes, Malte, Constantinople, Valence, et Gibraltar lors de la croisière en mer Méditerranée. Il revient par la suite aux États-Unis et participe à des manœuvres de la flotte dans les Caraïbes au printemps de 1920. En juillet 1921, il est présent durant les essais de bombardement conjoint US Army-US Navy, où le cuirassé SMS Ostfriesland et le croiseur SMS Frankfurt, cédés aux États-Unis, sont coulés dans une démonstration de puissance aérienne. Le North Dakota reprend par la suite une routine normale en temps de paix composée d’exercices et d’entraînements, y compris deux croisières de formation des midshipmen au cours des étés 1922 et 1923. Cette dernière croisière fait route vers les eaux européennes et visite l'Espagne, l’Écosse et la Scandinavie.
Dans les années qui suivent immédiatement la fin de la guerre, les États-Unis, la Grande-Bretagne, et le Japon lancent de vastes programmes de construction navale. Les trois pays décident qu'une nouvelle course aux armements navals serait mal avisée, et convoquent ainsi la Conférence navale de Washington pour discuter de la limitation des armements. Cette dernière conduit à la signature du traité naval de Washington en février 1922. Aux termes de l'article II du traité, le North Dakota et son sistership le Delaware doivent être mis au rebut dès que les nouveaux cuirassés USS Colorado et USS West Virginia alors en construction, seront prêts à rejoindre la flotte. Le North Dakota est mis hors service le 22 novembre 1923 à Norfolk, conformément aux termes du traité. Il désarmé et reclassé comme un navire "non classés" le 29 mai 1924, et par la suite converti en un navire cible de tir radiocommandé. Ses turbines sont enlevées pour une utilisation ultérieure à bord du cuirassé USS Nevada lors de sa modernisation dans les années 1930,. Il sert à ce titre jusqu'en 1930, quand il est remplacé par le cuirassé USS Utah. Il est rayé du Naval Vessel Register le 7 janvier 1931 et par la suite vendu à l'Union Shipbuilding Company de Baltimore le 16 mars 1931 pour démantèlement,.